# Wataru Endō
Wataru Endō (jap. 遠藤 航, Endō Wataru; * 9. Februar 1993 in Yokohama) ist ein japanischer Fußballspieler. Der Defensivspieler ist Mannschaftskapitän der japanischen Nationalmannschaft. Er steht seit dem 18. August 2023 beim FC Liverpool unter Vertrag.

## Laufbahn

### Im Verein
Endō begann mit dem Fußball in der 1. Klasse 1999 für die Mannschaft seiner Grundschule Minamitotsuka von Yokohama bzw. der gegenüberliegenden Grundschule Shimogō und dann der Mittelschule Minamitotsuka. Ab 2008 war er Mitglied der Jugendmannschaft des Erstligisten Shonan Bellmare, wo er Mitglied der U-17-Nationalmannschaft wurde. Nach seinem Schulabschluss an der Oberschule Kanai wurde er 2010 dann auch vom Erstligisten übernommen.
Im Januar 2016 wechselte Endō zu den Urawa Red Diamonds. In zweieinhalb Spielzeiten kam er auf 75 Einsätze in der J1 League, in denen er fünf Tore erzielte. Darüber hinaus gewann der Verteidiger mit dem Verein sowohl den japanischen Ligapokal als auch die AFC Champions League und die Copa Suruga Bank.
Ende Juli 2018 wechselte Endō zum belgischen Erstligisten VV St. Truiden. Dort kam er in der Saison 2018/19 zu 17 Einsätzen (12-mal in der Startelf) in der regulären Saison, in denen er zwei Treffer erzielte. Anschließend kam er zu neun Startelf-Einsätzen in den Play-offs um die Europa League.
Nachdem Endō zum Beginn der Spielzeit 2019/20 in der Division 1A auf drei Ligaeinsätze gekommen war, wechselte er am 13. August 2019 bis zum Ende der Zweitligasaison 2019/20 auf Leihbasis in die 2. Bundesliga zum VfB Stuttgart. Nachdem Endo unter Cheftrainer Tim Walter erst einmal kurz vor dem Spielende eingewechselt worden war, verdrängte er ab dem 14. Spieltag Atakan Karazor im defensiven Mittelfeld und entwickelte sich zum Stammspieler. Anfang April 2020 zog der VfB innerhalb der durch die globale COVID-19-Pandemie angeordneten Zwangspause die im Leihvertrag enthaltene Kaufoption.
Am 26. November 2020 verlängerte Endō seinen Vertrag beim VfB Stuttgart bis Juni 2024. Im Juli 2021 wurde er von Cheftrainer Pellegrino Matarazzo zum Mannschaftskapitän ernannt.
Am 18. August 2023 wechselte Endō in die Premier League zum FC Liverpool und gewann mit diesem in der Saison 2023/24 den Ligapokal sowie in der Saison 2024/25 die englische Meisterschaft.

### In der Nationalmannschaft
Endō wurde auch für Japans Fußballauswahl (U21/AFC U22) der Asienspiele 2014 gewählt, musste jedoch verletzungsbedingt absagen. 2015 debütierte Endō für die japanische Fußballnationalmannschaft. Mit ihr qualifizierte er sich für die Fußball-Ostasienmeisterschaft 2015, bei der Japan bereits in der Gruppenphase ausschied. Als Kapitän der japanischen U-23-Nationalmannschaft holte Endō bei der U-23-Asienmeisterschaft 2016 den Titel. Daraufhin nahm er mit der Olympiamannschaft von Japan am Fußballturnier der Olympischen Sommerspiele 2016 teil.
Bei der WM 2018 stand der Defensivspieler einsatzlos im Kader, 2019 kam er bei der Asienmeisterschaft auf vier Einsätze und verlor mit dem Team im Endspiel gegen Katar. Beim Fußballturnier der Olympischen Spiele in Tokio 2021 kam Endo bei allen sechs Spielen  der japanischen Nationalmannschaft zum Einsatz. Bei 2:0-Sieg über China am 27. Januar 2022 führte Endo die Mannschaft erstmals als Kapitän auf den Platz. In dieser Funktion nahm er auch an der Asienmeisterschaft 2024 in Katar teil, bei der Japan im Viertelfinale ausschied. Endo stand in allen Spielen in der Startaufstellung.

## Erfolge

### Verein
International
- AFC-Champions-League-Sieger: 2017 (Urawa Red Diamonds)
- Copa-Suruga-Bank-Sieger: 2017 (Urawa Red Diamonds)

Japan
- Ligapokalsieger: 2016 (Urawa Red Diamonds)
- Zweitligameister und Aufstieg in die J1 League: 2014 (Shonan Bellmare)

Deutschland
- Aufstieg in die Bundesliga: 2020 (VfB Stuttgart)

England
- Meister: 2025 (FC Liverpool)
- Ligapokalsieger: 2024 (FC Liverpool)

### Nationalmannschaft
- U23-Asienmeister: 2016